# 姆西里王国
姆西里王国，又称“耶凯王国”、“加朗甘兹王国”（Garanganze，1856－1891年），是曾存在于今刚果東南部的加丹加地区的一个王国，其统治者是姆西里，因此得名。姆西里是活动于坦桑尼亚与刚果地区的一个商人，凭借通过贸易获取的枪支以及高超的政治手腕，他建立了以加丹加地区为中心的强大王国。姆西里王国曾盛极一时，其军事势力覆盖中南非洲的几十万平方公里的土地，并基本垄断了该地区的贸易。1891年，比利时的刚果自由邦派出斯泰尔远征队开往加丹加，副官波德森在与姆西里发生争执时将其开枪射杀。姆西里死后，其王国疆土被刚果自由邦占领，后被并入比属刚果，昙花一现的姆西里王国就此不复存在。